# Берёзово (Закарпатская область)
Берёзово (укр. Березово) — село в Горинчовской сельской общине Хустского района Закарпатской области Украины.
Население по переписи 2001 года составляло 3000 человек. Почтовый индекс — 90426. Телефонный код — 3142. Код КОАТУУ — 2125380601.
Расположено на правом берегу реки Река, в 22 км от районного центра на автодороге Р-21 Хуст — Межгорье — Долина.